# Клери Сербер
Клери Рик Сербер (на френски: Kléri Rick Serber) е френски футболист, който играе на поста централен полузащитник. Състезател на Тулуза Б.

## Кариера
Клери е юноша на Олимпик Лион и Ним.
На 21 януари 2021 г. французинът преминава в отбора на Тулуза.

### Ботев Враца
На 31 август 2022 г. Сербер е пратен под наем във врачанския Ботев. Дебютира на 2 септември при загубата с 2:1 като гост на Пирин (Благоевград).

## Национална кариера
На 19 април 2014 г. Клери дебютира в приятелски мач за националния отбор на Франция до 16 г., при победата с 3:1 като домакин на националния отбор на Турция до 16 г.

## Успехи
Тулуза
- Лига 2 (1): 2021/22